# Championnat de France de football de deuxième division 1967-1968
Navigation
Division Interrégionale 1966-1967 Division Interrégionale 1968-1969
Le Championnat de France de football D2 1967-1968 avec une poule unique de 19 clubs, voit l'attribution du titre au SEC Bastia, qui accède en première division en compagnie du Nîmes Olympique. À la suite de la relégation de quatre équipes de première division et de l'arrivée d'une nouvelle équipe autorisée à utiliser des joueurs professionnels, ce championnat sera composé de 21 clubs la saison suivante.
L'équipe professionnelle du Stade Français est dissoute pendant la saison.

## Les 19 clubs participants
| - AS Angoulême - Olympique avignonnais - SC Bastia - RCFC Besançon - AS Béziers - US Boulogne - AS Cannes - ECAC Chaumont - US Dunkerque - FC Grenoble | - Bataillon de Joinville - Limoges FC - FC Lorient - SO Montpelliérain - AS Nancy-Lorraine - Nîmes Olympique - Stade Français - Stade de Reims - SC Toulon |

## Classement final
| #  | Club                   | Joués | V  | N  | D  | bp:bc | +/- | Points |
| -- | ---------------------- | ----- | -- | -- | -- | ----- | --- | ------ |
| 1  | SC Bastia              | 34    | 21 | 8  | 5  | 53-22 | +31 | 50     |
| 2  | Nîmes Olympique        | 34    | 16 | 12 | 6  | 52-24 | +28 | 44     |
| 3  | Stade de Reims         | 34    | 18 | 7  | 9  | 60-28 | +32 | 43     |
| 4  | Olympique avignonnais  | 34    | 19 | 5  | 10 | 69-48 | +21 | 43     |
| 5  | SC Toulon              | 34    | 16 | 9  | 9  | 47-40 | +7  | 41     |
| 6  | FC Grenoble            | 34    | 17 | 6  | 11 | 53-41 | +12 | 40     |
| 7  | SC Angoulême           | 34    | 15 | 8  | 11 | 44-34 | +10 | 38     |
| 8  | Bataillon de Joinville | 34    | 15 | 7  | 12 | 50-43 | +7  | 37     |
| 9  | FC Lorient             | 34    | 12 | 13 | 9  | 33-31 | +2  | 37     |
| 10 | AS Nancy-Lorraine      | 34    | 14 | 8  | 12 | 41-38 | +3  | 36     |
| 11 | Olympique Dunkerque    | 34    | 9  | 12 | 13 | 39-42 | -3  | 30     |
| 12 | ECAC Chaumont          | 34    | 11 | 8  | 15 | 55-65 | -10 | 30     |
| 13 | AS Béziers             | 34    | 10 | 8  | 16 | 35-43 | -8  | 28     |
| 14 | Limoges FC             | 34    | 9  | 8  | 17 | 38-55 | -17 | 26     |
| 15 | RCFC Besançon          | 34    | 8  | 10 | 16 | 30-57 | -27 | 26     |
| 16 | SO Montpelliérain      | 34    | 8  | 8  | 18 | 30-47 | -17 | 24     |
| 17 | AS Cannes              | 34    | 5  | 11 | 18 | 29-64 | -35 | 21     |
| 18 | US Boulogne            | 34    | 6  | 6  | 22 | 32-68 | -36 | 18     |
| 19 | Stade Français         | 0     | 0  | 0  | 0  | 0-0   | 0   | 0      |

# position ; V victoires ; N match nuls ; D défaites ; bp:bc buts pour et buts contre
- Statut spécial militaire
- Équipe professionnelle dissoute

 Victoire à 2 points

## À l’issue de ce championnat
- Le SEC Bastia et le Nîmes Olympique sont promus en championnat de première division.
- Équipes reléguées de la première division : le SCO Angers, le LOSC Lille Métropole, le RC Lens et l'Association sportive aixoise.
- Le Stade Français n'est plus autorisé à utiliser des joueurs professionnels.
- Le Gazélec Ajaccio est autorisé à utiliser des joueurs dans une équipe professionnelle.

## Barrages pour l'accession en division 1
Les clubs de 2e division classés 2e et 3e vont rencontrer les clubs de 1re division classés respectivement 16e et 17e à l'issue du championnat.
Les barrages se déroulent sous la forme d'un mini tournoi avec les 4 équipes qui se rencontrent par matchs aller et retour.
À l'issue de ce tournoi, les deux premiers accèdent à la 1re division et les deux derniers descendent en 2e division.
| 1re journée - RC Strasbourg 0-0 Nîmes Olympique - RC Lens 2-2 Stade de Reims | 2e journée - RC Lens 0-1 Nîmes Olympique - RC Strasbourg 2-1 Stade de Reims | 3e journée - Stade de Reims 2-0 RC Strasbourg - Nîmes Olympique 3-1 RC Lens | 4e journée - Stade de Reims 3-2 RC Lens - Nîmes Olympique 0-3 RC Strasbourg |

| Rang | Équipe          | Pts | J | G | N | P | Bp | Bc | Diff |  | Résultats (▼ dom., ► ext.) | RCS | NO  | SR  | RCL |
| ---- | --------------- | --- | - | - | - | - | -- | -- | ---- |  | -------------------------- | --- | --- | --- | --- |
| 1    | RC Strasbourg   | 5   | 4 | 2 | 1 | 1 | 5  | 3  | +2   |  | RC Strasbourg              |     | 3-0 | 2-1 |     |
| 2    | Nîmes Olympique | 5   | 4 | 2 | 1 | 1 | 4  | 4  | 0    |  | Nîmes Olympique            | 0-0 |     |     | 3-1 |
| 3    | Stade de Reims  | 5   | 4 | 2 | 1 | 1 | 8  | 6  | +2   |  | Stade de Reims             | 2-0 |     |     | 2-2 |
| 4    | RC Lens         | 1   | 4 | 0 | 1 | 3 | 5  | 9  | -4   |  | RC Lens                    |     | 0-1 | 2-3 |     |

À l'issue des barrages, le RC Strasbourg garde sa place en première division et le Nîmes Olympique est promu.